# Chevrolet 9C1
9C1 — кодовое обозначение, используемое подразделением Chevrolet компании General Motors для обозначения автомобиля, предназначенного для эксплуатации в качестве автомобиля полиции или аварийно-спасательной службы. Автомобили, обозначенные как 9C1, выпускаются под маркировкой Police Pursuit Vehicle или Police Patrol Vehicle (PPV). Пакет 9C1 предназначен для конкуренции с Ford Police Inceptor, Dodge Charger Pursuit и Dodge Durango Pursuit от Stellantis.
Конкретные модификации и обновления в пакете 9C1 зависят от платформы автомобиля, хотя в основном они сосредоточены на повышенной прочности и производительности. Другие части пакета 9C1 предназначены для установки проблесковых маячков и оборудования аварийно-спасательного транспортного средства.
Пакет 9C1, рассматриваемый корпорацией General Motors как транспортное средство, считается кодом специального оборудования (SEO), в отличие от кода регулярного производственного заказа (RPO). Обе группы опций находятся на наклейке с производственным кодом (которая на большинстве современных автомобилей GM находится в бардачке).

## Описание
Сверхпрочные (HD) особенности включают стальную раму по всему периметру (ведутся споры о том, имеется ли у Caprice 9C1 более толстая рама, чем у гражданского автомобиля; номера деталей сменной рамы GM для гражданского автомобиля и Caprice 9C1 совпадают); увеличенные передние и задние стабилизаторы поперечной устойчивости; полноразмерную запаску (в случае с Caprice 9C1 четвёртого поколения); высокопроизводительный генератор переменного тока; шланги для охлаждающей жидкости зелёного силикона с истёкшим сроком службы; дисковые тормоза у всех четырёх колёс; стальные колёсные диски со скоростными шинами; маслоохладители гидроусилителя руля и коробки передач; сертифицированный цифровой спидометр; более жёсткие крепления кузова; двойная выхлопная труба; защитные стальные пластины с защитой от колот в спинках передних сидений; передаточное число главной передачи 3,08; 4,3-литровый (265 кубических дюймов) двигатель L99 SFI V8 мощностью 200 л. с. и крутящим моментом 245 фут·фунт и дополнительную проводку для аварийного оборудования.

## Модели Chevrolet 9C1
С середины 1970-х годов подразделение Chevrolet компании General Motors выпускает полицейские варианты Chevrolet Nova, Chevrolet Malibu, Chevrolet Celebrity, Chevrolet Impala, Chevrolet Caprice, Chevrolet Lumina, Chevrolet Tahoe, Chevrolet Silverado и Chevrolet Blazer EV.

### Nova 9C1
Nova 9C1 поставлялся в полицейские агентства в период с 1975 по 1979 год. В 1974 году автомобиль был представлен в качестве прототипа для департамента шерифа округа Лос-Анджелес. Nova 9C1 поставлялся в виде двухдверного купе или четырёхдверного седана с множеством различных опций.

### Malibu 9C1
В 1979 году Malibu 9C1 с двигателем LT1 350 Z-28 Camaro V8 под управлением Э. Пирса Маршалла занял 13-е место из 47 в гонке «Пушечное ядро».

### Impala/Caprice 9C1 (B-body)

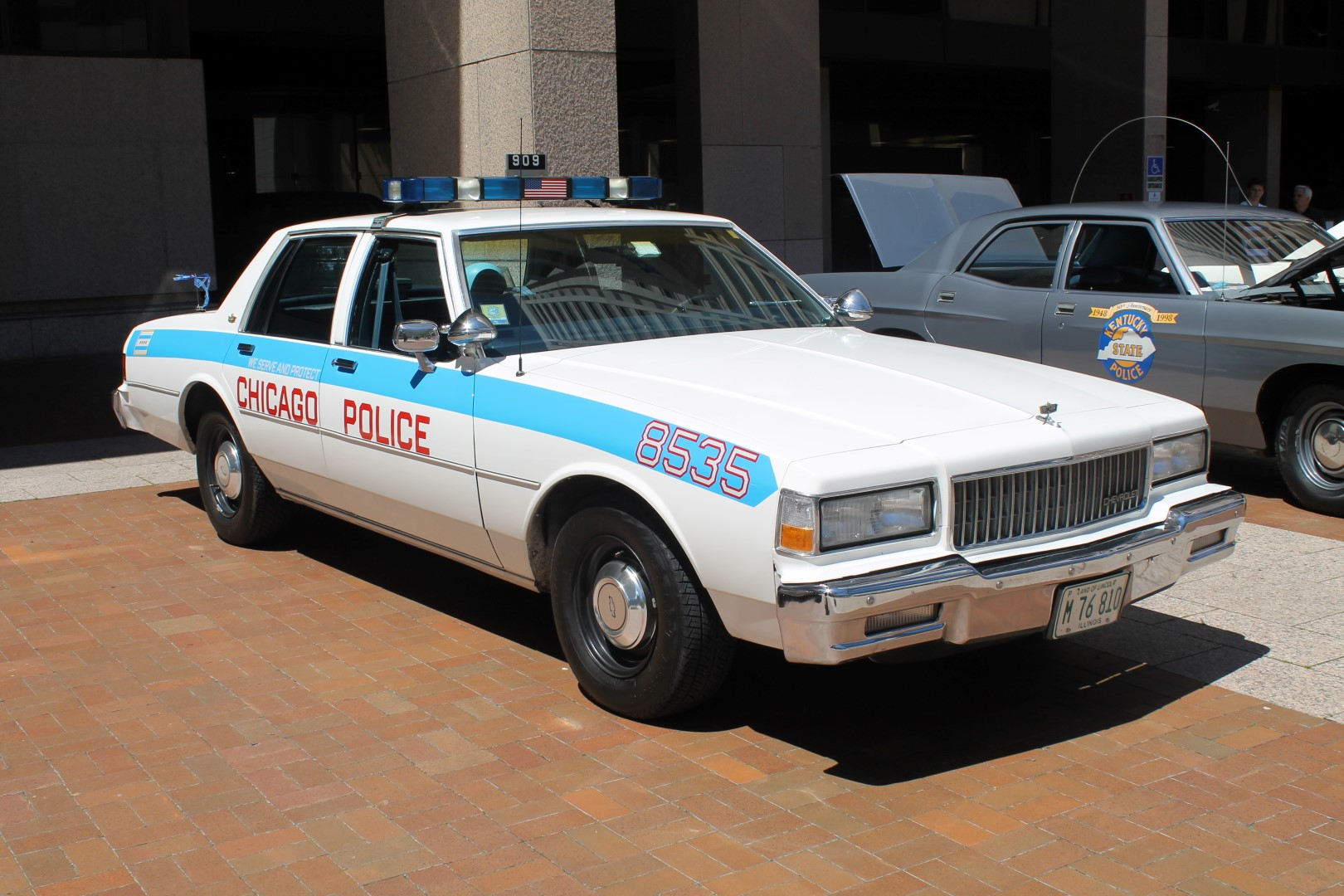
Третье поколение Caprice 9C1, обслуживаемое департаментом полиции Чикаго

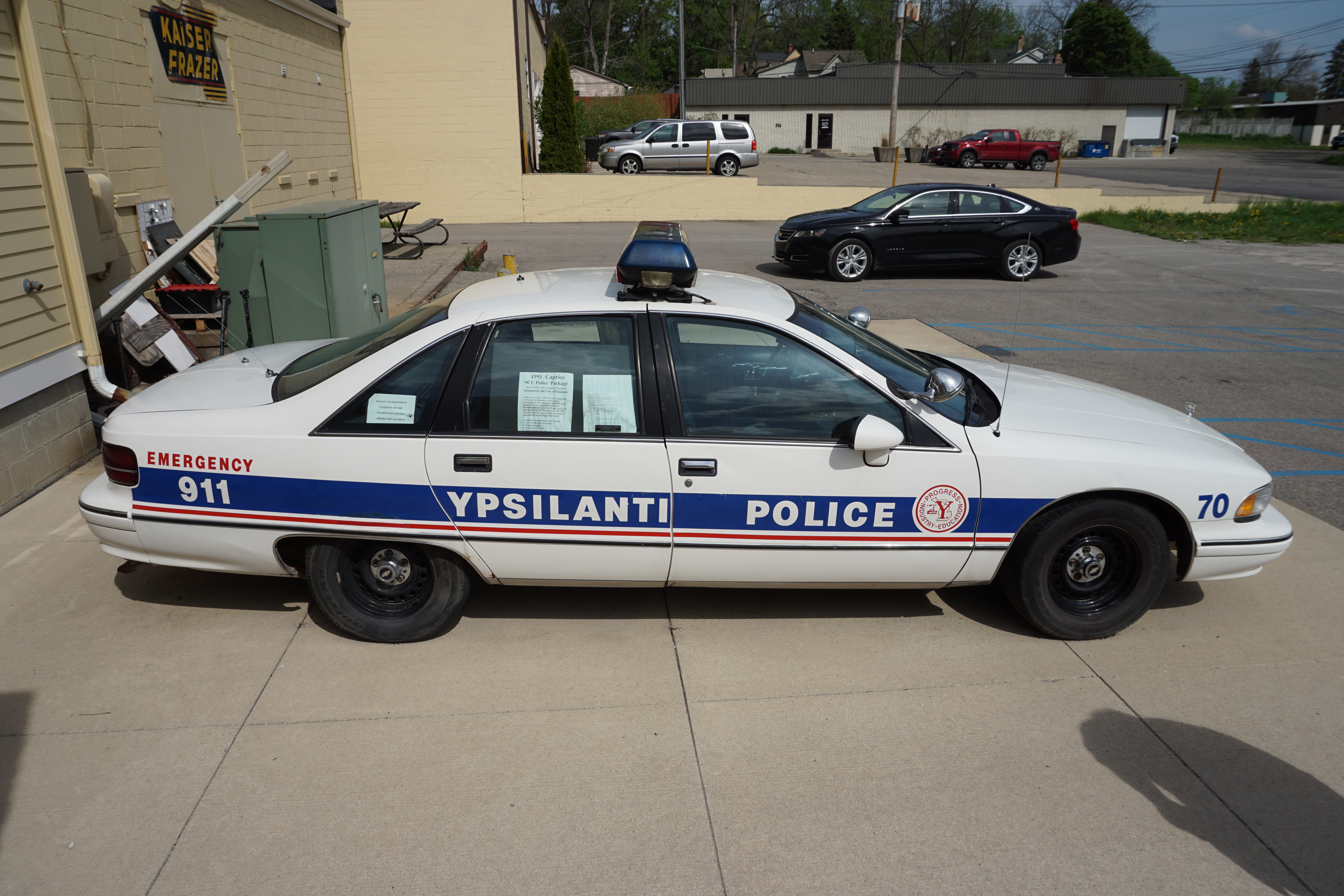
Четвёртое поколение Caprice 9C1, обслуживаемое департаментом полиции Ипсиланти

Начиная с 1986 года, Caprice заменил Impala для розничной торговли, такси и полиции на основе модели третьего поколения, которая была запущена в производство в 1977 году. Как и его гражданские аналоги, Caprice 9C1 прошёл фейслифтинг в 1987 году и выпускался в таком виде до 1990 года. Caprice 9C1 оснащался двигателями V6 или V8.
В 1991 году, когда появилось четвёртое поколение, прежний V6 был повторно представлен только для пакетов такси 9C6 1992—1993 годов, и два новых варианта V8 были предложены для гражданских, таксомоторных и полицейских рынков (с двигателями 5.0 V8 от предыдущего поколения и 5.7 V8) и отличались цифровой панелью приборов, в отличие от аналогового интерфейса, который был у гражданской версии до 1993 года, когда была представлена версия LT3. Когда автомобили 1993—1996 годов потеряли дизайн задних крыльев, это увеличило продажи 9C1 и привлекательность для правоохранительных органов, так как эта функция не была популярна у четвёртого поколения Chevrolet Caprice 1991—1992 модельных годов. Мощность 5,7-литрового двигателя составляла 153 кВт (250 л. с.) по стандарту SAE, а крутящий момент — 407 Н·м.
С 1994 по 1996 год популярным вариантом 9C1 являлся детюнингованный двигатель LT1 объёмом 350 кубических дюймов, мощностью 190 кВт (260 л. с.), который применялся в четвёртом поколении Chevrolet Corvette. Стандартным двигателем для полицейских агентств являлся 4,3-литровый V8 (RPO L99).
В связи с тем, что в 1996 году американская корпорация General Motors прекратила производство модели Caprice 9C1 четвёртого поколения, многие полицейские управления в США и Канаде держали их в эксплуатации гораздо дольше, чем большинство других полицейских автомобилей того периода времени, по причинам отсутствия достаточно хорошего эквивалента для замены с приличным расходом топлива для его большого размера. Преимущества — высокая мощность, доступная цена и надёжность. Потребность в полицейском полноразмерном седане в Северной Америке была удовлетворена с помощью Ford Crown Victoria Police Inceptor и Dodge Charger Pursuit.

### Caprice 9C1 (V-body)
В 1999 году название Caprice 9C1 было возрождено для Ближнего Востока. Автомобили стали выпускаться на базе Holden Caprice серии WH Statesman/Caprice. Этот же полицейский пакет имелся у автомобилей линейки VT Commodore, которая также продавалась на ближневосточном рынке как Lumina. Та же линейка Holden Caprice почти была импортирована в Северную Америку примерно в то время, когда Impala 9C1 на базе Impala 8-го поколения в переднеприводном виде собиралась появиться на полицейском рынке.

### Impala 9C1 (W-body)

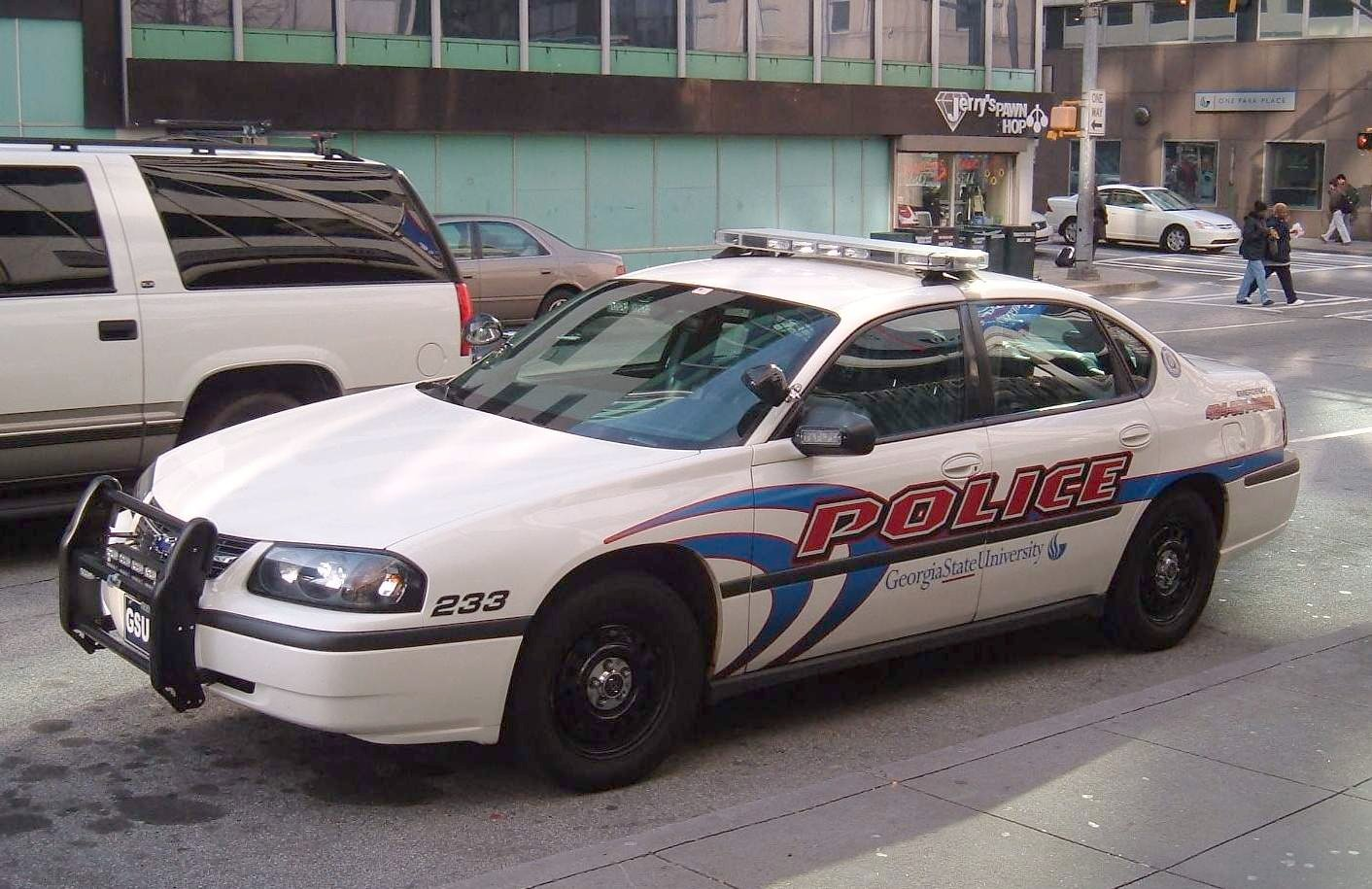
Восьмое поколение Impala 9C1, обслуживаемое университетом штата Джорджия

Impala 9C1 на платформе W-body был разработан в 1999 году. С 2000 по 2005 год модель выпускалась на базе восьмого поколения Impala, а с 2006 по 2016 год модель выпускалась на базе девятого поколения Impala.

### Caprice PPV

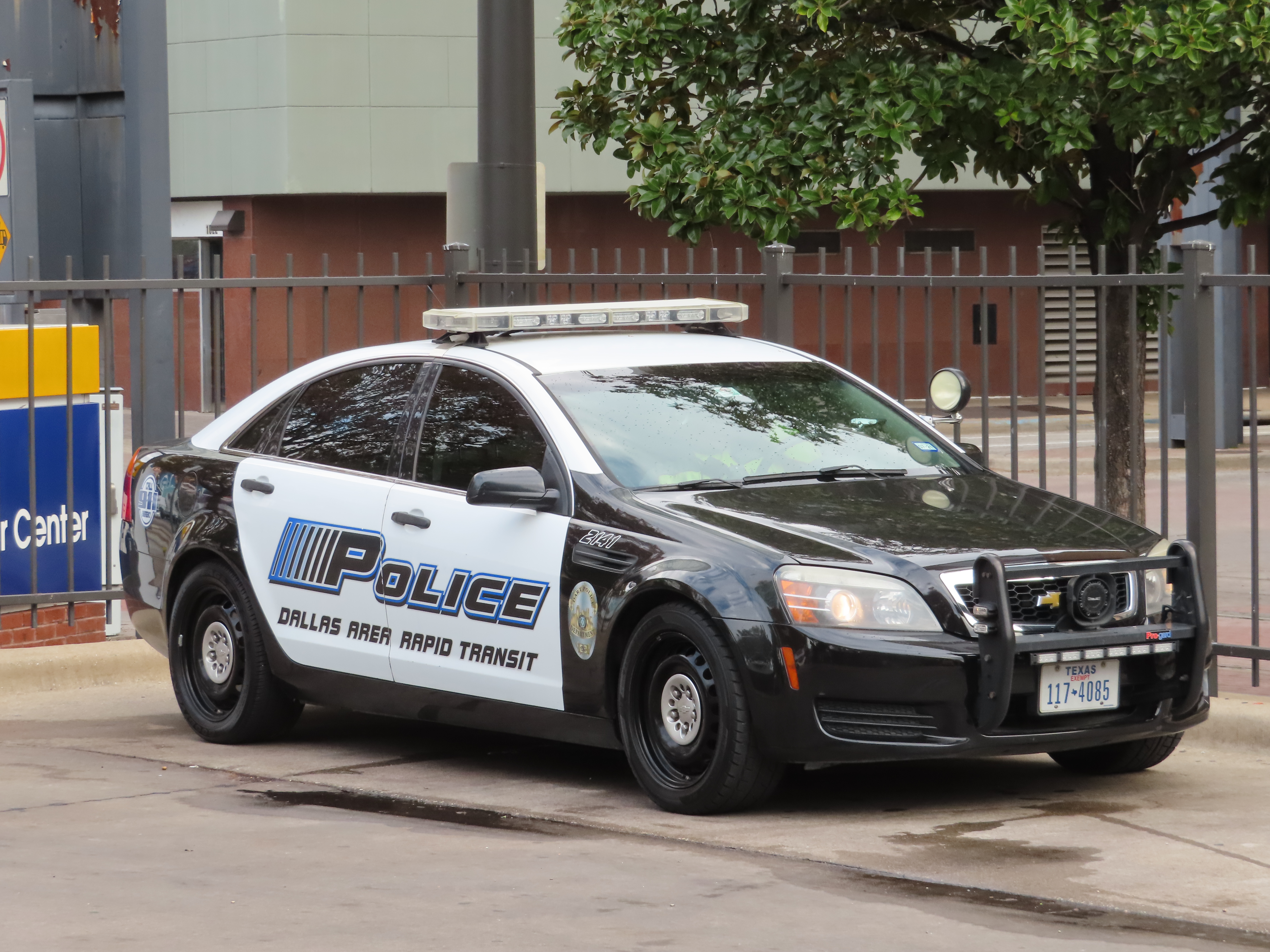
Шестое поколение Caprice PPV, обслуживаемое полицейским управлением скоростного транспорта Далласа

Caprice PPV был разработан австралийской компанией Holden на базе Holden WM/WN Caprice с пакетом опций 9C3. Автомобиль экспортировался в Северную Америку с левым расположением руля. Серийное производство длилось с 2011 по 2013 год.

### Tahoe PPV

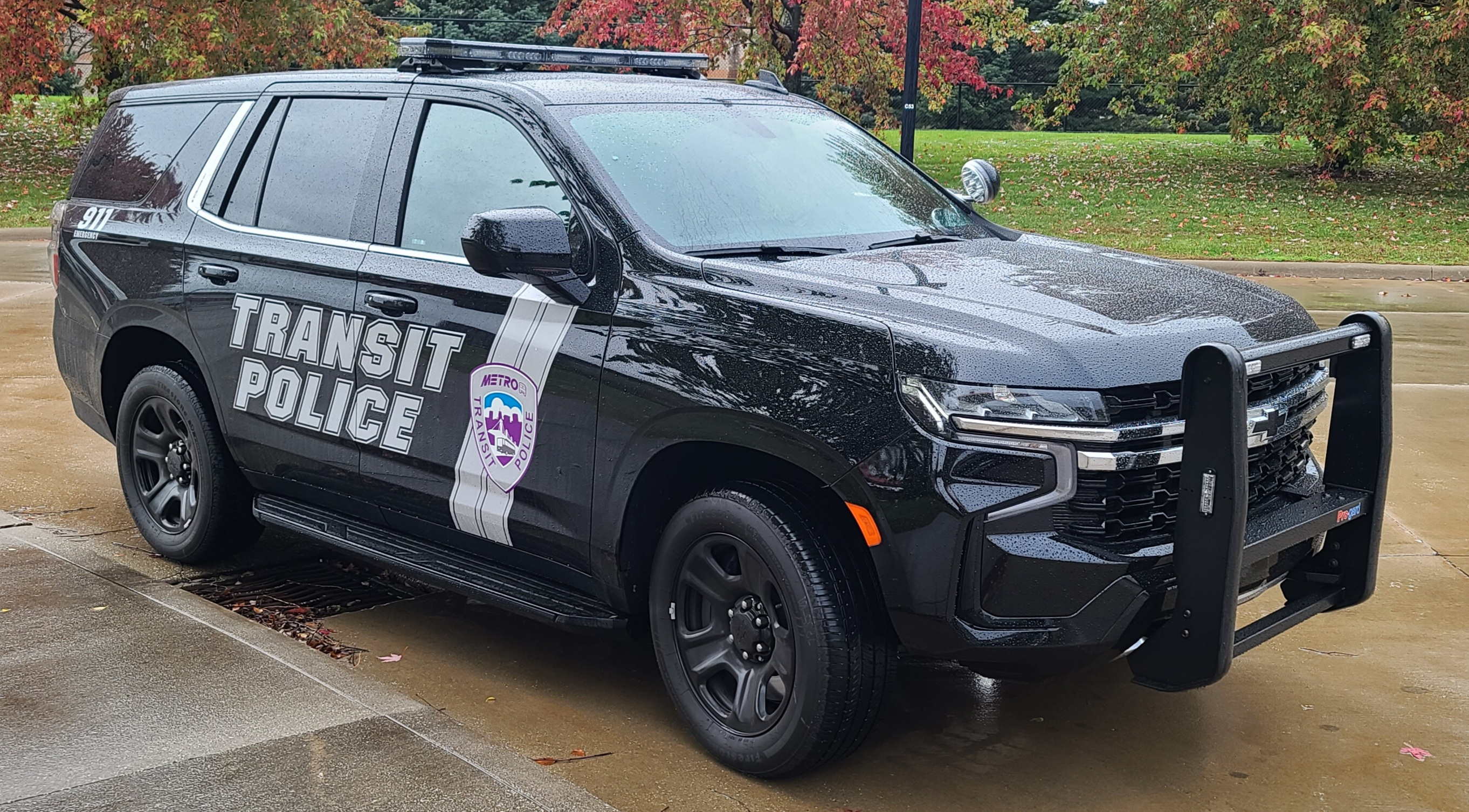
Пятое поколение Tahoe PPV, обслуживаемое департаментом транспортной полиции Акрона (METRO RTA)

В 2021 году внедорожнику Tahoe впервые был присвоен производственный индекс 9C1; все предыдущие полицейские версии Tahoe использовали производственный код Z56.Особенности Tahoe 9C1 включают в себя крышки коромысел, позаимствованные у двигателя GM LT4, специальные охладители двигателя и трансмиссии PPV, шины Firestone Firehawk Pursuit на 20-дюймовых стальных дисках, тормоза Brembo, заниженную усиленную подвеску, стандартный задний привод с дополнительным полным приводом, генератор переменного тока повышенной мощности и муфту повышенного трения в раздаточной коробке.

### Blazer EV PPV
В 2022 году было объявлено, что Chevrolet Blazer EV получит пакет опций PPV к 2024 году. Blazer EV стал первым сертифицированным полицейским автомобилем Chevrolet с защитными пластинами, шинами Firestone Firehawk Pursuit на 20-дюймовых стальных дисках, как на Tahoe 9C1 PPV и Silverado 9C1 PPV, функциями защищённого холостого хода для длительной работы на холостом ходу, виниловыми напольными покрытиями и поддержкой оборудования.

### Silverado PPV
В 2022 году было объявлено, что Chevrolet Silverado получит пакет опций 9C1. Silverado PPV стал первым полицейским пикапом.

## Holden Commodore 9C1

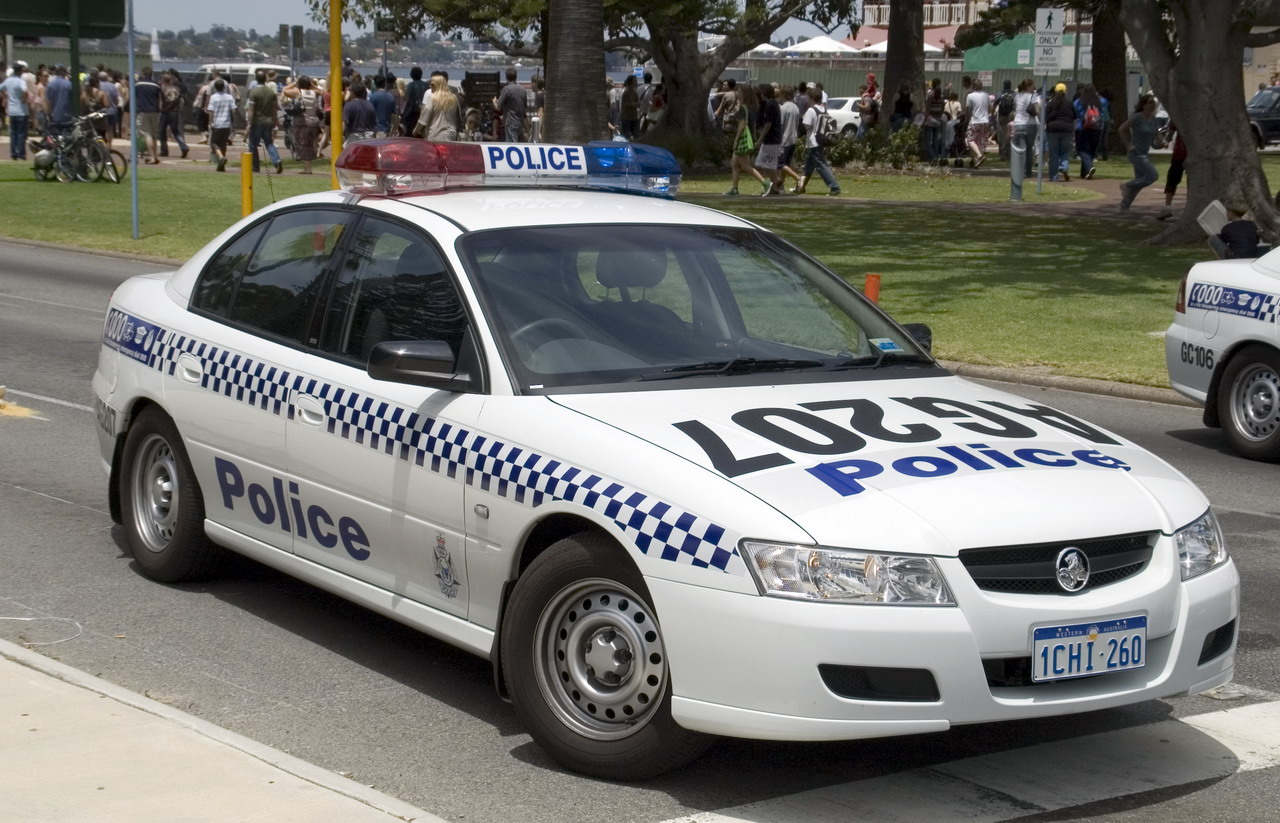
Commodore (VZ) Executive 9C1, обслуживаемый полицией штата Западная Австралия

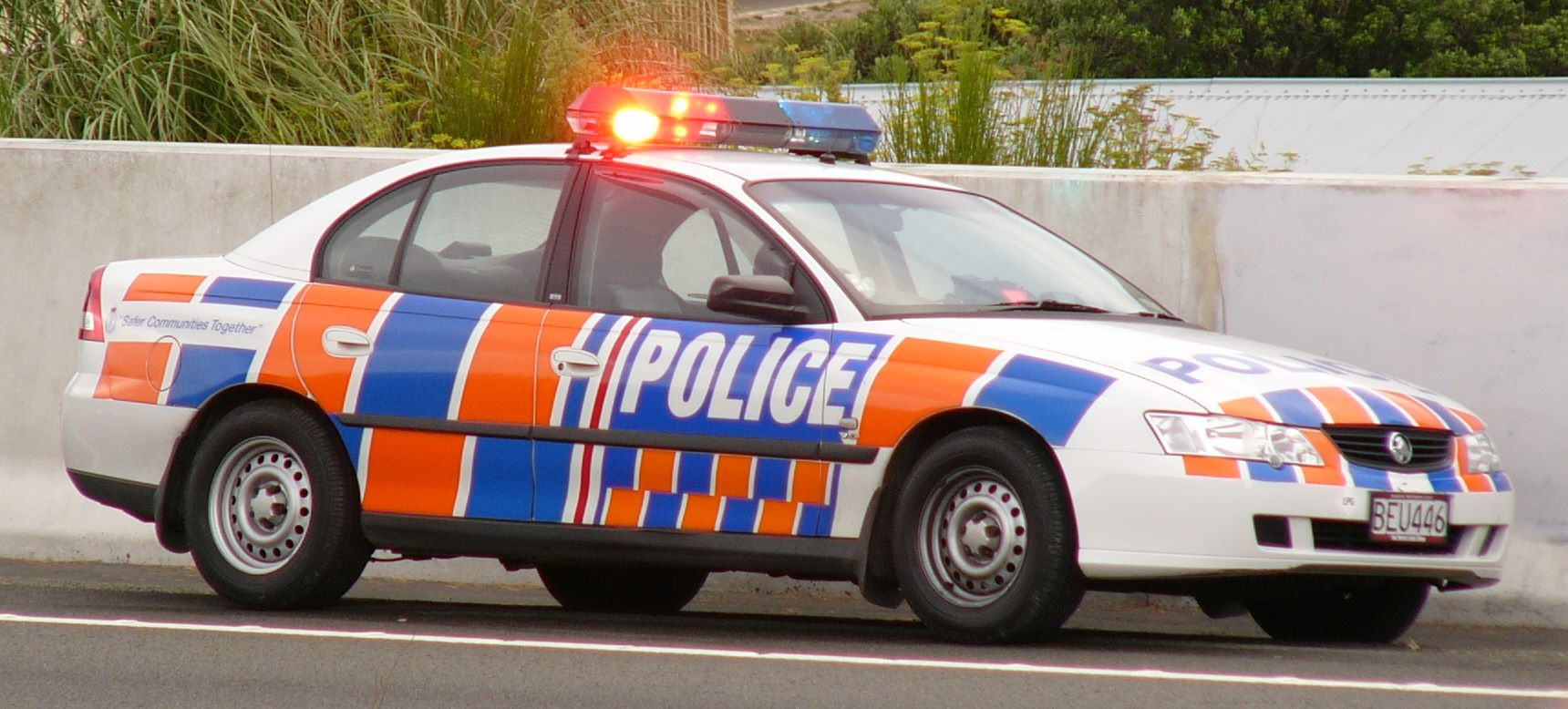
Commodore (VX) Executive 9C1, обслуживаемый полицией Новой Зеландии

Название 9C1 также присваивалось автомобилям Holden Commodore, начиная с Holden Commodore VS (1997) и заканчивая Holden Commodore VZ (2004—2006). VZ Commodore 9C1 (или VZ Commodore Police Pack) эксплуатировался в Австралии, Новой Зеландии и на Ближнем Востоке под названием Lumina 9C1. Автомобиль был основан на Commodore Executive и добавлял различные обновления спецификаций для удовлетворения потребностей полиции. Большинство 9C1 поставлялись в белом цвете, но при необходимости были доступны и другие цвета, и в основном использовались для автомобилей без опознавательных знаков.

## 9C3

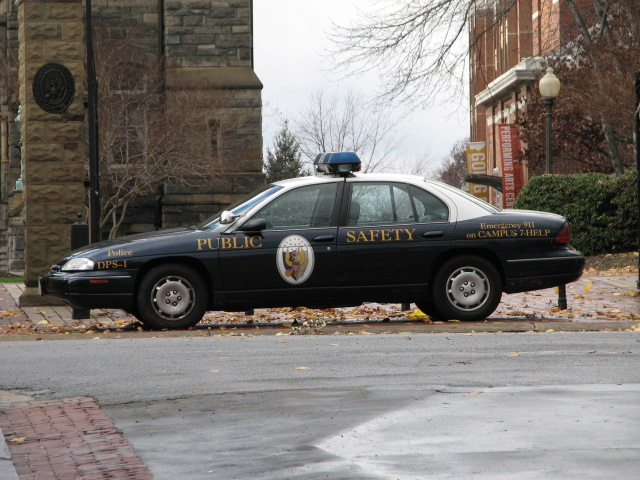
Второе поколение Lumina 9C3, обслуживаемое департаментом полиции Джорджтаунского университета

Пакет 9C3 является вариантом пакета 9C1, предназначенным для использования детективом или супервайзером. Как правило, он имеет более ориентированный на потребителя интерьер. Пакет 9C3 был впервые предложен для Lumina в 1992 году и с тех пор доступен для всех автомобилей 9C1. Модели Impala 8-го и 9-го поколений (2001—2005 и 2006—2016 годов), а также Caprice 2011—2013 годов в прошлом выпускались с кодом 9C3 для детектива, немаркированного и супервайзера. Blazer EV PPV получил индекс 9C3 в 2023 году. Как и Caprice 9C3, автомобиль также имеет консоль в гражданском стиле.